# Bagdad (pel·lícula)
Bagdad és una pel·lícula estatunidenca dirigida per Charles Lamont i estrenada el 1949.

## Argument
Al final dels seus estudis a Anglaterra, la princesa Marjane torna al seu país on descobreix el seu pare assassinat per l'organització dels «Barnusos negres». Les seves sospites estan centrades en el príncep Ahmed Kabar però se n'enamora...

## Repartiment
- Maureen O'Hara: Princesa Marjane
- Vincent Price: Pasha Ali Nadim
- John Sutton: Raizul
- Jeff Corey: Mohammed Jao
- Frank Puglia: Saleel
- Fritz Leiber: Emir
- David Wolfe: Mahmud
- Otto Waldis: Marengo
- Leon Belasco: Beggar
- Anne P. Kramer: Tirza